# Miss Sainte-Lucie
Miss Sainte-Lucie est un concours de beauté féminine, destiné aux jeunes femmes habitantes et de nationalité saint-lucienne.
La sélection permet de représenter le pays au concours de Miss Univers.